# Batman : Le Fils du démon
Batman : Le Fils du démon (Batman: Son of the Demon) est un roman graphique américain dont le personnage principal est Batman. Bien qu'il ait influencé Grant Morrison pour sa création du personnage de Damian Wayne, ce roman graphique est hors de la continuité des comics de Batman mais appartient au groupe des Elseworlds. Il a été scénarisé par Mike W. Barr et dessiné par Jerry Bingham. Ce One Shot est publié aux États-Unis par DC Comics et en France chez Comics USA/Glénat en 1989.

## Synopsis
Batman rejoint Ra's al Ghul pour sauver le monde de Qayin et retrouve Talia al Ghul avec qui il renoue des liens. De leur romance naîtra un fils sans que Batman le sache.

## Personnages
- Alfred Pennyworth
- Batman
- Ra's al Ghul
- Talia al Ghul
- James Gordon
- Melisande Al Ghul (mère de Talia al Ghul, tué par Qayin)
- Qayin (tueur de Mélissandre al Ghul)

## Éditions
- 1989 : Batman : Le Fils du démon (Édition Comics USA, collection Spécial USA)

## Suite
- L'année suivante Mike W. Barr écrit Bride of the Demon[1].